# Superknjiga
Superknjiga je američka animirana serija redatelja Bryanta Paula Richardsona. Serija ima 5 sezona i sveukupno 53 epizode. U produkciji serije sudjelovali su i povjesničari.

## Popis epizoda
| Broj                         | Hrvatski naziv                     | Engleski naziv                          | Originalna premijera        | Hrvatska premijera          |
| PRVA SEZONA (2011. – 2013.)  | PRVA SEZONA (2011. – 2013.)        | PRVA SEZONA (2011. – 2013.)             | PRVA SEZONA (2011. – 2013.) | PRVA SEZONA (2011. – 2013.) |
| ---------------------------- | ---------------------------------- | --------------------------------------- | --------------------------- | --------------------------- |
| 01                           | Stvaranje                          | In The Beginning                        | 1.9.2011.                   | 12.12.2016.                 |
| 02                           | Test                               | The Test                                | 25.3.2013.                  | 13.12.2016.                 |
| 03                           | Jakov i Ezav                       | Jacob and Esau                          | 25.3.2013.                  | 14.12.2016.                 |
| 04                           | Pusti moj narod                    | Let My People Go!                       | 1.4.2011.                   | 15.12.2016.                 |
| 05                           | Deset zapovijedi                   | The Ten Commandments                    | 1.9.2011.                   | 16.12.2016.                 |
| 06                           | Divovska avantura                  | A Giant Adventure                       | 24.12.2012.                 | 19.12.2016.                 |
| 07                           | U lavljoj jami                     | Roar!                                   | 1.1.2013.                   | 20.12.2016.                 |
| 08                           | Prvi Božić                         | The First Christmas                     | 25.12.2012.                 | 26.12.2016.                 |
| 09                           | Isusova čuda                       | Miracles of Jesus                       | 27.3.2013.                  | 21.12.2016.                 |
| 10                           | Posljednja večera                  | The Last Supper                         | 28.3.2013.                  | 22.12.2016.                 |
| 11                           | Uskrsnuo je                        | He Is Risen!                            | 29.3.2013.                  | 23.12.2016.                 |
| 12                           | Put u Damask                       | The Road to Damascus                    | 27.12.2012.                 | 27.12.2016.                 |
| 13                           | Posljednja bitka                   | Revelation                              | 29.3.2013.                  | 28.12.2016.                 |
| DRUGA SEZONA (2013. – 2014.) |                                    |                                         |                             |                             |
| 14                           | Jona                               | Jonah                                   | 29.6.2013.                  | 25.4.2019.                  |
| 15                           | Josip i Faraonov san               | Joseph and Pharaoh's Dream              | 29.8.2013.                  | 26.4.2019.                  |
| 16                           | Užarena peć                        | The Fiery Furnace                       | 27.8.2013.                  | 27.4.2019.                  |
| 17                           | Rahaba i Zidovi Jerihona           | Rahab and the Walls of Jericho          | 18.7.2013.                  | 28.4.2019.                  |
| 18                           | Estera                             | Esther: For Such a Time as This         | 17.8.2013.                  | 4.5.2019.                   |
| 19                           | Ivan Krstitelj                     | John the Baptist                        | 9.1.2014.                   | 30.5.2019.                  |
| 20                           | Pavao i brodolom                   | Paul and the Shipwreck                  | 11.10.2013.                 | 29.4.2019.                  |
| 21                           | Job                                | Job                                     | 24.6.2014.                  | 30.4.2019.                  |
| 22                           | Noina arka                         | Noah and the Ark                        | 9.11.2013.                  | 1.5.2019.                   |
| 23                           | Gideon                             | Gideon                                  | 27.8.2014.                  | 2.5.2019.                   |
| 24                           | Petar                              | Peter's Denial                          | 10.3.2014.                  | 3.5.2019.                   |
| 25                           | Izgubljeni Sin                     | The Prodigal Son                        | 27.8.2014.                  | 5.5.2019.                   |
| 26                           | Ilija i Baalovi Proroci            | Elijah and the Prophets of Baal         | 19.9.2014.                  | 6.5.2019.                   |
| TREĆA SEZONA (2014. – 2017.) |                                    |                                         |                             |                             |
| 27                           | Ruta                               | Ruth                                    | 13.1.2015.                  | 24.5.2021.                  |
| 28                           | Babilonska kula                    | Tower of Babel and The Day of Pentecost | 20.8.2015.                  | 5.6.2021.                   |
| 29                           | Rođenje Ivana Krstitelja           | The Birth of John the Baptist           | 6.11.2014.                  | 12.6.2021.                  |
| 30                           | Izak i Rebeka                      | Isaac and Rebekah                       | 3.8.2015.                   | 19.6.2021.                  |
| 31                           | Naaman i sluškinja                 | Naaman and the Servant Girl             | 11.12.2014.                 | 3.7.2021.                   |
| 32                           | Samuel i Božji poziv               | Samuel and the Call of God              | 11.12.2015.                 | 10.6.2021.                  |
| 33                           | David i Šaul                       | David and Saul                          | 4.2.2016.                   | 17.6.2021.                  |
| 34                           | Nehemija                           | Nehemiah                                | 26.5.2016.                  | 24.7.2021.                  |
| 35                           | Elizej i Sirijci                   | Elisha and the Syrians                  | 26.9.2016.                  | 31.7.2021.                  |
| 36                           | Lazar                              | Lazarus                                 | 17.3.2017.                  | 7.8.2021.                   |
| 37                           | Salomon                            | King Solomon                            | 27.2.2017.                  | 14.8.2021.                  |
| 38                           | Daniel i san kralja Nabukodonozora | Nebuchadnezzar's Dream                  | 27.2.2017.                  | 21.8.2021.                  |
| 39                           | Dobri Samarijanac                  | The Good Samaritan                      | 13.2.2015.                  | 28.8.2021.                  |

## Hrvatska sinkronizacija[1]

### 1. SEZONA
Prijevod prve sezone počeo je 2015. godine dok je sinkronizacija napravljna 2016. godine kada je i premijerno prikazana na RTL-u.
Uloge:
- Luka Kvantum - Sanja Hrenar
- Ela Peperić - Jelena Majić
- Gizmo - Ronald Žlabur
- Superknjiga - Aleksandar Cvjetković
- Isus - Sven Medvešek
- Profesor Tomo Kvantum - Danijel Ljuboja
- Mila Kvantum - Sanja Marin
- Bog - Branko Smiljanić
- Lucifer/Sotona/Zmija/Negativac - Luka Peroš
- Šimun Petar/Petar - Franjo Kuhar
- Ivan - Ljubomir Hlobik
- Mojsije - Franjo Kuhar
- Aron - Željko Mavrović
- Majka Marija - Hana Hegedušić
- Našon - Alen Šalinović
- Mario - Branko Smiljanić
- Arkanđeo Mihael - Hrvoje Klobučar
- Adam - Dušan Bućan
- Eva - Hana Hegedušić
- Abraham - Željko Mavrović
- Izak - Hrvoje Klobučar
- Jakov - Hrvoje Klobučar
- Ezav - Dušan Bućan
- Stari Izak - Danijel Ljuboja
- Rebeka - Sanja Marin
- Faraon - Aleksandar Cvjetković
- Faraonov sluga - Adalbert Turner
- Zaharija (dijete) - Zoran Pribičević
- Šumar Mirko - Daniel Dizdar
- Ašer - Adalbert Turner
- David - Daniel Dizdar
- Kralj Saul (Šaul) - Ljubomir Hlobik
- Golijat - Adalbert Turner
- Samuel - Branko Smiljanić
- Fikol - Alen Šalinović
- Eliab - Davor Svedružić
- Jišaj - Dušan Bućan
- Zapovjednik - Aleksandar Cvjetković
- Daniel - Danijel Ljuboja
- Arsalan - Davor Svedružić
- Bahran - Dušan Bućan
- Paršan - Adlalbert Turner
- Vlado - Zoran Pribičević
- Toni - Hana Hegedušić
- Kralj Darije - Berislav Tomičić
- Josip - Alen Šalinović
- Mudrac #1 - Ljubomir Hlobik
- Mudrac #2 - Aleksandar Cvjetković
- Mudrac #3 - Branko Smiljanić
- Kralj Herod - Davor Svedružić
- Gabriel - Hrvoje Klobučar
- Voditelj nagradne ige - Damir Kopriva
- Mirakulo - Daniel Dizdar
- Opsjednuti - Alen Šalinović
- Pastir - Zoran Pribičević
- Pastir #1 - Ljubomir Hlobik
- Hromi čovjek - Branko Smiljanić
- Čovjek #1 - Zoran Pribičević
- Juda - Davor Svedružić
- Manuel - Hana Hegedušić
- Prodavač - Davor Svedružić
- Marija Magdalena - Jelena Majić
- Pilat - Alen Šalinović
- Čuvar #1 - Ljubomir Hlobik
- Čuvar #2 - Berislav Tomičić
- Razbojnik - Zoran Pribičević
- Osoran čovjek - Adalbert Turner
- Savle/Pavle - Berislav Tomičić
- Ananija - Željko Mavrović
- Kaleb - Zoran Pribičević
- Boris - Daniel Dizdar
- Policajac - Branko Smiljanić
- Stražar - Ljubomir Bik
- Kefa - Adalbert Turner
- Stjepan - Dušan Bućan
- Visoki svećenik - Adalbert Turner

Hrvatski prijevod: Vanja Bule
Redatelj sinkronizacije: Zlatko Štimac
Producent sinkronizacije: Nikola Klobučarić
Studio za hrvatsku sinkronizaciju: Project 6 Studio
Hrvatski tekst glavne pjesme Superknjige: Vanja Bule, Jelena Majić, Zlatko Štimac
Produkcija i obrada hrvatske verzije glavne pjesme: Nikola Klobučarić
Glavni vokal hrvatske verzije glavne pjesme: Ema Gagro
Prateći vokali hrvatske verzije glavne pjesme: Ema Gagro, Jelena Majić
Tonski snimatelji hrvatske verzije glavne pjesme: Nikola Klobučarić, Zlatko Štimac
Tonska obrada hrvatske verzije glavne pjesme: Nikola Klobučarić
Tonski asistent hrvatske verzije glavne pjesme: Zlatko Štimac
Godina sinkronizacije: 2016.

### 2. SEZONA
2017. godine druga sezona je sinkronizirana na hrvatski, a premijerno je prikazana na Novoj TV 2019. godine.
Uloge:
- Luka Kvantum - Sanja Hrenar
- Ela Peperić - Jelena Majić
- Gizmo - Ronald Žlabur
- Superknjiga - Aleksandar Cvjetković
- Bog - Branko Smiljanić
- Isus - Sven Medvešek
- Profesor Kvantum - Danijel Ljuboja
- Mila Kvantum - Sanja Marin
- Gđa. Peperić - Hana Hegedušić
- Petar - Zlatko Štimac
- Ivan - Ljubomir Hlobik
- Jona - Hrvoje Klobučar
- Ravnateljica Horvat - Sanja Marin
- Marina - Hana Hegedušić
- Papiga - Zoran Pribičević
- Kapetan - Adalbert Turner
- Član posade #1 - Berislav Tomičić
- Član posade #2 - Branko Smiljanić
- Član posade #3 - Zlatko Štimac
- Ninivljanski kralj - Davor Svedružić
- Ninivljanin - Zlatko Šimac
- Ninivljanka - Jelena Majić
- Ninivljani - Branko Smiljanić, Zlatko Štimac, Adalbert Turner
- Josip - Alen Šalinović
- Jakov - Željko Mavrović
- Juda - Davor Svedružić
- Ruben - Daniel Dizdar
- Benjamin - Zoran Pribičević
- Faraon - Aleksandar Cvjetković
- Sluga - Ljubomir Hlobik
- Tot - Adalbert Tuner
- Šandrak - Ljubomir Hlobik
- Mešak - Danijel Ljuboja
- Abed Nego - Adalbert Turner
- Kralj Nabukodonozor - Branko Smiljanić
- Namtar - Daniel Dizdar
- Apsu - Zlatko Štimac
- Babilonski službenici - Berislav Tomičić, Alen Šalinović
- Vojnici - Berislav Tomičić, Alen Šalinović, Zlatko Štimac
- Učiteljica - Sanja Marin
- Petar - Zoran Pribičević
- Tin - Hrvoje Klobučar
- Maks - Daniel Dizdar
- Rahaba - Ivana Bakarić
- Kapetan - Adalbert Turner
- Kralj - Davor Svedružić
- Stražar - Zlatko Štimac
- Jošua - Zlatko Štimac
- Starješina - Zlatko Štimac
- Špijun #1 - Alen Šalinović
- Špijun #2 - Branko Smiljanić
- Rea - Hana Hegedušić
- Učiteljica - Sanja Marin
- Estera - Vanja Bule
- Mordokaj - Marko Torjanac
- Hatak - Daniel Didar
- Haman - Alen Šalinović
- Hamanovi prijatelji - Zlatko Štimac, Berislav Tomičić
- Kralj Ahasver - Danijel Ljuboja
- Kraljev sluga - Branko Smiljanić
- Sluga nadglednik - Adalbert Turner
- Mladi sluga - Zoran Pribičević
- Doris - Hana Hegedušić
- Marta - Sanja Marin
- Ivan Krstitelj - Hrvoje Klobučar
- Herod - Davor Svedružić
- Herodijada - Ivana Bakarić
- Saloma - Hana Hegedušić
- Učenik Ivana Krstitelja #1 - Zlatko Štimac
- Učenik Ivana Krstitelja #2 - Alen Šalinović
- Stotnik - Ljubomir Hlobik
- Saducej - Željko Mavrović
- Sven - Daniel Dizdar
- Anđeo - Zlatko Štimac
- Pavao - Berislav Tomičić
- Zapovjednik Julije - Alen Šalinović
- Centurion Porcije - Matko Antonović
- Zapovjednik Lizija - Alen Šalinović
- Rimski vojnik - Viktor Sarić
- Kapetan broda - Davor Svedružić
- Mornari - Zlatko Štimac, Viktor Sarić, Branko Smiljanić
- Publije - Daniel Dizdar
- Maltežanin - Zoran Pribičević
- Ljutiti ljudi iz gomile - Zlatko Štimac, Viktor Sarić, Branko Smiljanić
- Novinarka za TV vijesti - Mirela Matković
- Anđeli - Viktor Sarić, Ljubomir Hlobik, Hrvoje Klobučar
- Job - Alen Šalinović
- Jobova žena - Ivana Bakarić
- Sluge - Zlatko Štimac, Ljubomir Hlobik, Viktor Sarić
- Elifaz - Adalbert Turner
- Bildad - Davor Svedružić
- Sofar - Daniel Dizdar
- Sotona - Matko Antonović
- Noa - Željko Mavrović
- Noina žena - Sanja Marin
- Jafet - Davor Svedružić
- Razbojnik #1 - Zlatko Štimac
- Razbojnik #2 - Adalbert Turner
- Muž - Alen Šalinović
- Žena - Jelena Majić
- Marko - Zoran Pribičević
- Gideon - Danijel Ljuboja
- Pur - Daniel Dizdar
- Midjanski vojnik #1 - Alen Šalinović
- Midjanski vojnik #2 - Zlatko Štimac
- Izraelski vojnici - Alen Šalinović, Zlatko Štimac, Nikola Klobučarić, Viktor Sarić
- G. Peperić - Berislav Tomičić
- Toma - Željko Mavrović
- Čuvari hrama - Alen Šalinović, Zlatko Štimac
- Služavke - Ivana Bakarić, Jelena Majić
- Učenik #1 - Berislav Tomičić
- Učenik #2 - Zoran Pribičević
- Izgubljeni sin - Alen Šalinović
- Otac izgubljenog sina - Adalbert Turner
- Stariji sin - Hrvoje Klobučar
- Sluga - Ljubomir Hlobik
- Mihej - Daniel Dizdar
- Farizej #1  - Željko Mavrović
- Farizej #2 - Berislav Tomičić
- Pisar - Zlatko Šimac
- Aron - Zoran Pribečević
- Aronov otac - Berislav Tomičić
- Ilija - Hrvoje Klobučar
- Tobija - Zoran Pribičević
- Kralj Ahab - Aleksandar Cvjetković
- Izabela - Sanja Marin
- Amnon - Zlatko Štimac
- Madel - Berislav Tomičić
- Nahara - Jelena Majić
- Proroci - Matko Antonović, Zlatko Štimac, Ljubomir Hlobik
- Alen - Zlatko Štimac
- Bog iz igrice - Zlatko Štimac

Studio za audio produkciju: Project 6 Zagreb, Hrvatska
Redatelj sinkronizacije: Zlatko Štimac
Hrvatski prijevod: Vanja Bule, Ines Salopek
Producent sinkronizacije: Nikola Klobučarić
Studio za hrvatsku sinkronizaciju: Project 6 Studio Zagreb, Hrvatska
Hrvatski tekst glane pjesme Superknjige: Vanja Bule, Jelena Majić, Zlatko Štimac
Produkcija hrvatske verzije pjesme: Nikola Klobučarić
Vokal: Ema Gagro
Produkcija i obrada hrvatske verzije glavne pjesme: Nikola Klobučarić
Glavni vokal hrvatske verzije glavne pjesme: Ema Gagro
Prateći vokali hrvatske verzije glavne pjesme: Jelena Majić, Ema Gagro
Tonski snimatelji hrvatske verzije glavne pjesme: Nikola Klobučarić, Zlatko Štimac
Tonska obrada hrvatske verzije glavne pjesme: Nikola Klobučarić
Tonski asistent hrvatske verzije glavne pjesme: Zlatko Štimac
Zbor: Jelena Majić, Ema Gagro
Studio za snimanje glavne pjesme na hrvatskom jeziku: Project 6 Studio Zagreb, Hrvatska
Godina sinkronizacije: 2017.

### 3. SEZONA
Prijevod 3. sezone započeo je u srpnju 2019. godine, a snimanje je započelo 2020. godine. Prva epizoda premijerno je priklazana 24. svibnja 2021.
Uloge:
- Luka Kvantum - Sanja Hrenar
- Ela Peperić - Jelena Majić
- Gizmo - Ronald Žlabur
- Superknjiga - Aleksandar Cvjetković
- Isus - Hrvoje Klobučar (EP2) i Branko Smiljanić (EP6)
- Petar - Slavko Juraga
- Profesor Kvantum - Danijel Ljuboja
- Mila Kvantum - Sanja Marin
- Ruta - Ivana Šundov
- Boaz - Danijel Ljuboja
- Naomi - Sanja Marin
- Natan - Alen Šalinović
- Rođak - Adalbert Turner
- Radnici (EP1) - Zlatko Štimac, Daniel Dizdar, Zoran Pribičević
- Dječak - Zoran Pribičević
- Ujna Bela - Ivana Bakarić
- Arkanđeo Mihael - Hrvoje Klobučar
- Anđeo - Danijel Ljuboja
- Čovjek u bijelom #2 - Adalbert Turner
- Čovjek u bijelom #1 - Aleksandar Cvjetković
- Vođa na kuli - Daniel Dizdar
- Arhitekt - Alen Šalinović
- Pomoćnik - Daniel Dizdar
- Bog - Branko Smiljanić
- Radnici (EP2) - Alen Šalinović, Adalbert Turner, Zlatko Štimac
- Egipćanin - Zoran Pribičević
- Judejac - Davor Svedružić
- Elamljanka - Ivana Bakarić
- Židov #1 - Danijel Ljuboja
- Židov #2 - Zoran Pribičević
- Pesimisti - Alen Šalinović, Daniel Dizdar
- Zaharija - Slavko Juraga
- Elizabeta - Ivana Bakarić
- Majka Marija - Ivana Šundov
- Gabriel - Zoran Pribičević
- Svećenik #1 - Zoran Pribičević
- Svećenik #2 - Alen Šalinović
- Svećenik #3 - Zlatko Štimac
- Karlo - Sanja Marin
- Abraham - Slavko Juraga
- Eliezer - Aleksandar Cvjetković
- Rebeka - Sanja Marin
- Laban - Alen Šalinović
- Betuel - Adalbert Turner
- Rebekina majka - Ivana Bakarić
- Žena s tržnice - Ivana Šundov
- Naaman - Branko Smiljanić
- Sluškinja - Ivana Šundov
- Naamanova žena - Ivana Bakarić
- Elizej - Hrvoje Klobučar
- Elizejev sluga - Danijel Ljuboja
- Kralj Joram - Daniel Dizdar
- Sluga kralja Jorama - Zoran Pribičević
- Ben-Hadad II - Adalbert Turner
- Naamanov sluga - Alen Šalinović
- Konjanik #1 - Daniel Dizdar
- Konjanik #2 - Adalbert Turner
- Mladi Samuel - Zoran Pribičević
- Odrasli Samuel - Aleksandar Cvjetković
- Eli - Slavko Juraga
- Pinhas - Alen Šalinović
- Hofi - Daniel Dizdar
- Maki - Zoran Pribičević
- Abdel - Adalbert Turner
- Boris - Daniel Dizdar
- Pero - Zoran Pribičević
- Skateboarder - Zoran Pribičević
- David - Daniel Dizdar
- Šaul (Saul) - Branko Smiljanić
- Samuel - Slavko Juraga
- Sluga - Danijel Ljuboja
- Mikala - Sanja Marin
- Narednik - Zoran Pribičević
- Grubijan #1 - Hrvoje Klobučar
- Grubijan #2 - Zoran Pribičević
- Policajac - Alen Šalinović
- Nehemija - Danijel Ljuboja
- Sanbalat - Daniel Dizdar
- Šemaja - Alen Šalinović
- Tobija - Aleksandar Cvjetković
- Gešem - Slavko Juraga
- Hananija - Hrvoje Klobučar
- Ezra - Adalbert Turner
- Radnik #1 - Daniel Dizdar
- Radnik #2 - Zoran Pribičević
- Čovjek - Hrvoje Klobučar
- Toma - Zoran Pribičević
- Beni - Daniel Dizdar
- Gđa Krasnić - Ivana Bakarić

Hrvatski tekst glane pjesme Superknjige: Vanja Bule, Jelena Majić, Zlatko Štimac
Produkcija i obrada hrvatske verzije glavne pjesme: Nikola Klobučarić
Glavni vokal hrvatske verzije glavne pjesme: Ema Gagro
Prateći vokali hrvatske verzije glavne pjesme: Jelena Majić, Ema Gagro
Tonski snimatelji hrvatske verzije glavne pjesme: Nikola Klobučarić, Zlatko Štimac
Tonska obrada hrvatske verzije glavne pjesme: Nikola Klobučarić
Tonski asistent hrvatske verzije glavne pjesme: Zlatko Štimac
Studio za hrvatsku sinkronizaciju: Project 6 Studio
Hrvatski prijevod: Marija Škrinjarić
Redatelj sinkronizacije: Zlatko Štimac
Producent sinkronizacije: Nikola Klobučarić
Godina sinkronizacije: 2019. – 2021.